# 針本正行
針本 正行 （はりもと まさゆき、1951年12月18日 - ）は、日本の文学者。國學院大學教授・学長。

## 経歴
1951年東京都江東区亀戸生まれ。東京都立小岩高等学校を経て、1974年國學院大學文学部文学科卒業。1979年同大学院文学研究科博士課程後期単位取得満期退学。
1996年、國學院大學文学部助教授に就いた。2000年、學院大學文学部教授に昇格。2001年、学位論文『平安女流文学の表現』を國學院大學に提出して文学博士号を取得。同2001年からは國學院大學文学部長を務めた。2011年より國學院大學副学長。2019年、国學院大學学長に就任。

### 委員・役員ほか
- 学校法人國學院大學理事(2009年～)
- 國學院大學学長職務代理者(2009年～)

## 研究内容・業績
専門は平安時代文学。